# Correcamins gros
El correcamins gros (Geococcyx californianus) és una espècie d'ocell cuculiforme de la família Cuculidae amb distribució en els estats fronterers del nord de Mèxic i del sud dels Estats Units.

## Descripció
El correcamins gros fa uns 52–62 cm de llarg, té una envergadura de 43–61 cm i pesa entre 221 i 538 g. Fa uns 25–30 cm d'alçada i és el cuculiforme més gros de les Amèriques. La part superior del cos és majoritàriament marró amb ratlles negres i de vegades taques rosades. El coll i la part superior del pit són blancs o marró pàl·lid amb ratlles marró fosc, i el ventre és blanc.

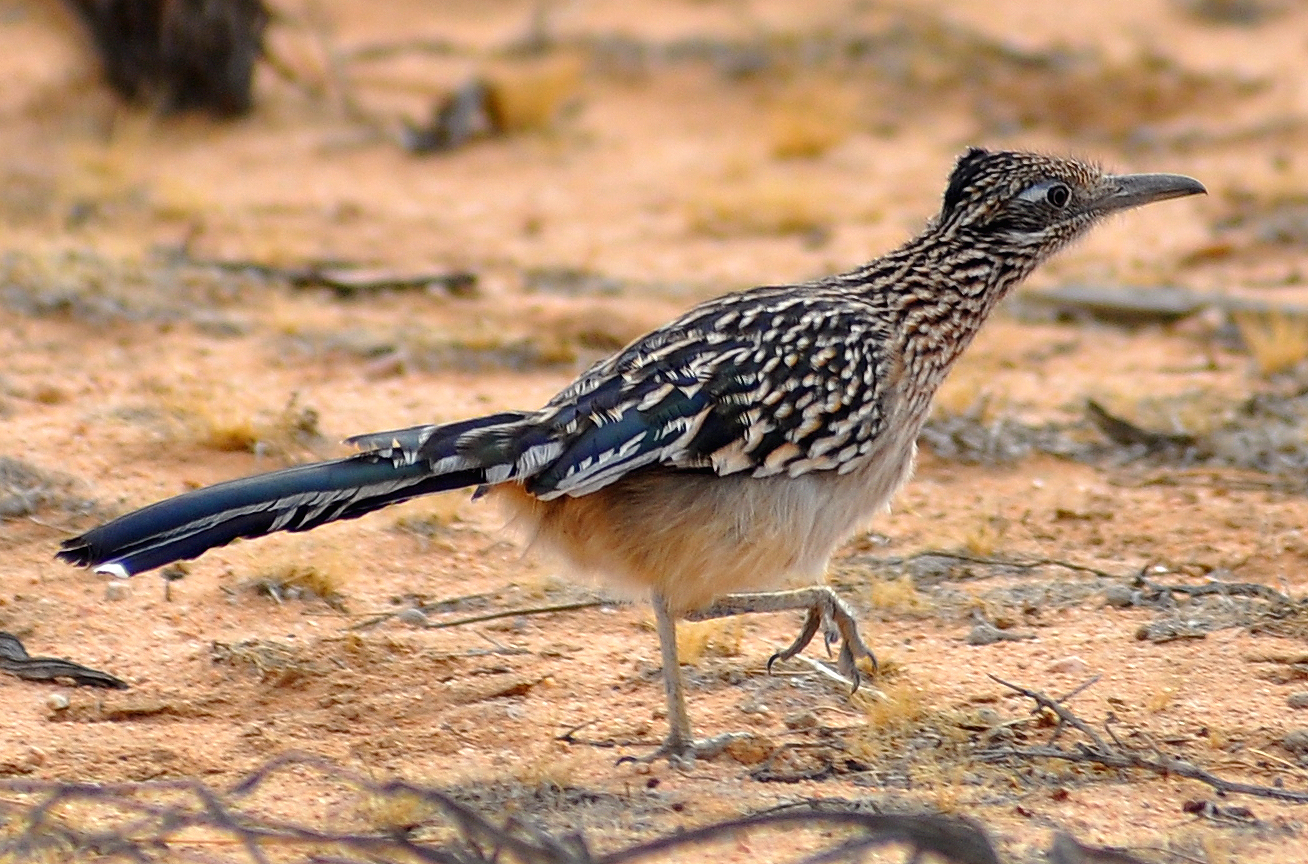
Correcamins gros caminant al desert de Mojave, Califòrnia.

Llueix una cresta de plomes marrons sobresurt al cap, i una taca nua de pell taronja i blava es troba darrere de cada ull; el blau és substituït pel blanc en els mascles adults (excepte el blau adjacent a l'ull), i el taronja (a la part posterior) sovint està ocult per plomes. Els mascles i les femelles tenen un plomatge idèntic. Les femelles són lleugerament més petites, de mitjana 2 cm més curtes i 30 g més lleugeres que els mascles. El bec és llarg i robust i de color marró grisenc a gris i té una punta ganxuda. Els correcamins tenen quatre dits a cada peu zigodàctil; dos miren cap endavant i dos miren cap enrere. Els dits són de color marró i tenen taques daurades pàl·lides.
Tot i que és capaç de volar de manera limitada, passa la major part del temps a terra i pot córrer a velocitats de fins a 32 km/h. S'han reportat casos en què els correcamins han corregut fins a 42 km/h. Aquesta és la velocitat de carrera més ràpida registrada per a un ocell volador, però no tan ràpida com els 60 km/h de l'estruç completament incapaç de volar i molt més gros.

#### Vocalitzacions
Les vocalitzacions del correcamins tenen set variants diferents. El reclam més freqüent és una seqüència lenta i descendent d'uns sis sorolls baixos, com si fossin parrups, emesos pel mascle i que se senten a 250 m de distància. Aquest reclam se sol fer a primera hora del matí, des d'un lloc alt com ara un pal de tanca, un arbre mort o un cactus. Les femelles emeten fins a vint-i-dos estridents reclams curts i de baixa freqüència, semblants als xiscles dels coiots, que es poden sentir a 300 m de distància. Tant els correcamins mascles com les femelles emeten una sèrie de cinc o sis cants acompanyats de gemecs, prou forts per ser escoltades a 200 m de distància. Aquest so és la vocalització més comuna del correcamins durant el període d'incubació i la criança dels pollets.

## Distribució i hàbitat
El correcamins gros es troba a l'ecoregió d'Aridoamèrica, al sud-oest dels Estats Units i al nord de Mèxic. Es pot veure regularment als estats de Califòrnia, Texas, Nou Mèxic, Arizona, Nevada, Oklahoma, Utah i una petita part de Colorado, i amb menys freqüència a Kansas, Louisiana, Arkansas i Missouri, així com als estats mexicans de Baixa Califòrnia, Baixa Califòrnia Sud, Sonora, Sinaloa, Chihuahua, Durango, Jalisco, Coahuila, Zacatecas, Aguascalientes, Guanajuato, Michoacán, Querétaro, Mèxic, Puebla, Nuevo León, Tamaulipas i San Luis Potosí. L'espècie no és migratòria.
El correcamins gros es pot trobar des de 61 m sota el nivell del mar fins a 2.300 m, però rarament per sobre dels 3.000 m. Ocupa matollars àrids i semiàrids, amb vegetació dispersa (normalment menys del 50% de cobertura) amb una alçada que no supera els 3,00 m.

## Comportament

### Reproducció i nidificació
Fins que no troba parella, el correcamins gros sol viure en solitari. És monògam i forma vincles de parella durant anys. La temporada de reproducció comença des de mitjan març fins a principis de setembre. Els comportaments de festeig entre els correcamins gros és un procés llarg que inclou una combinació de persecució, moviments de cua, lluites i senyals acústics. Un cop passada l'etapa de persecució, els mascles presentaran materials de nidificació o menjar a les femelles.
Sovint, els mascles ofereixen menjar a les femelles durant l'acte de còpula. Una característica única del correcamins gros és que les parelles continuaran els rituals de còpula molt després de la necessitat de fecundació dels ous. Es creu que aquest factor contribueix al manteniment del vincle de parella. Les parelles de correcamins gros defensen un territori d'uns 700 a 800 m². El mascle és més territorial, crida per avisar els competidors i no dubta a expulsar físicament els intrusos del seu territori. Algunes parelles defensen el mateix territori durant tot l'any.
Ambdós ocells construeixen el niu, amb el mascle recollint el material i la femella construint el niu. Els nius són plataformes compactes de branques espinoses folrades amb herbes, plomes, pell de serp, arrels i altres materials fins. Es construeixen a la part baixa d'un cactus, arbust o estructura artificial; de 1 a 3 m per sobre de terra. El correcamins gros pon de tres a sis ous, que desclouen en vint dies. Els pollets emplomen en altres divuit dies. Les parelles ocasionalment poden criar una segona niada quan hi ha abundància de menjar en estius plujosos. Una cria jove emplomada normalment roman amb els pares fins que tingui almenys cinquanta dies.
De la mateixa manera que alguns altres cucuts, el correcamins gros ocasionalment ponen els ous als nius d'altres ocells, com el corb comú (Corvus corax) i el mim políglota (Mimus polyglottos).

### Depredadors
Els principals depredadors d'aquesta espècie inclouen depredadors terrestres (coiots, linxs vermells, linxs i pumes) i depredadors aeris (astor de Cooper i aligot cua-roig).

### Alimentació

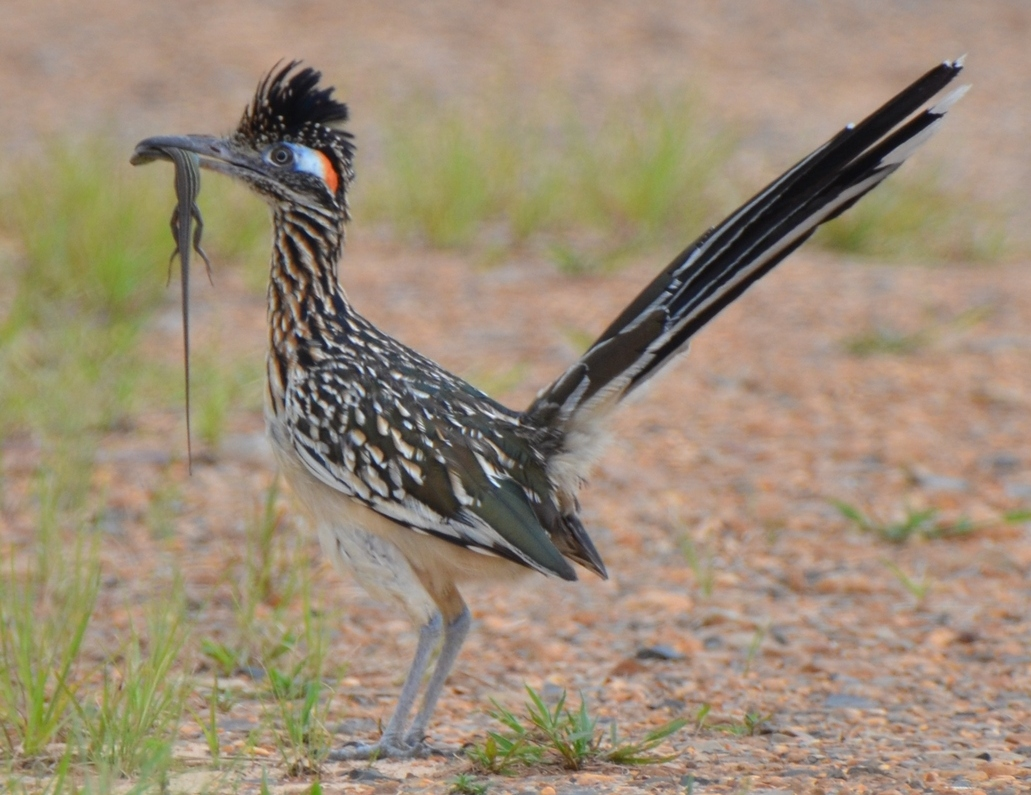
Un correcamins gros amb un Cnemidophorus sexlineatus.

El correcamins gros és omnívor i utilitza la velocitat per córrer més de pressa que les preses i capturar-les. S'alimenta principalment d'animals petits, com ara insectes, aranyes (incloses les vídues negres i les taràntules), centpeus, escorpins, ratolins, ocells petits (inclosos els colibrís), llangardaixos i serps de cascavell joves, i algunes plantes. S'ha observat alguns exemples del correcamins gros alimentant-se dels cadàvers de mamífers més grossos (inclosos ratpenats, esquirols terrestres i un conill del desert jove). Són oportunistes i se sap que s'alimenten d'ous i cries d'altres ocells, així com de carronya. Els primers relats dels pioners informen que quan el correcamins "veu una serp de cascavell, recull trossos de cactus i els posa al voltant de la serp, de manera que escapar és impossible".

### Termoregulació

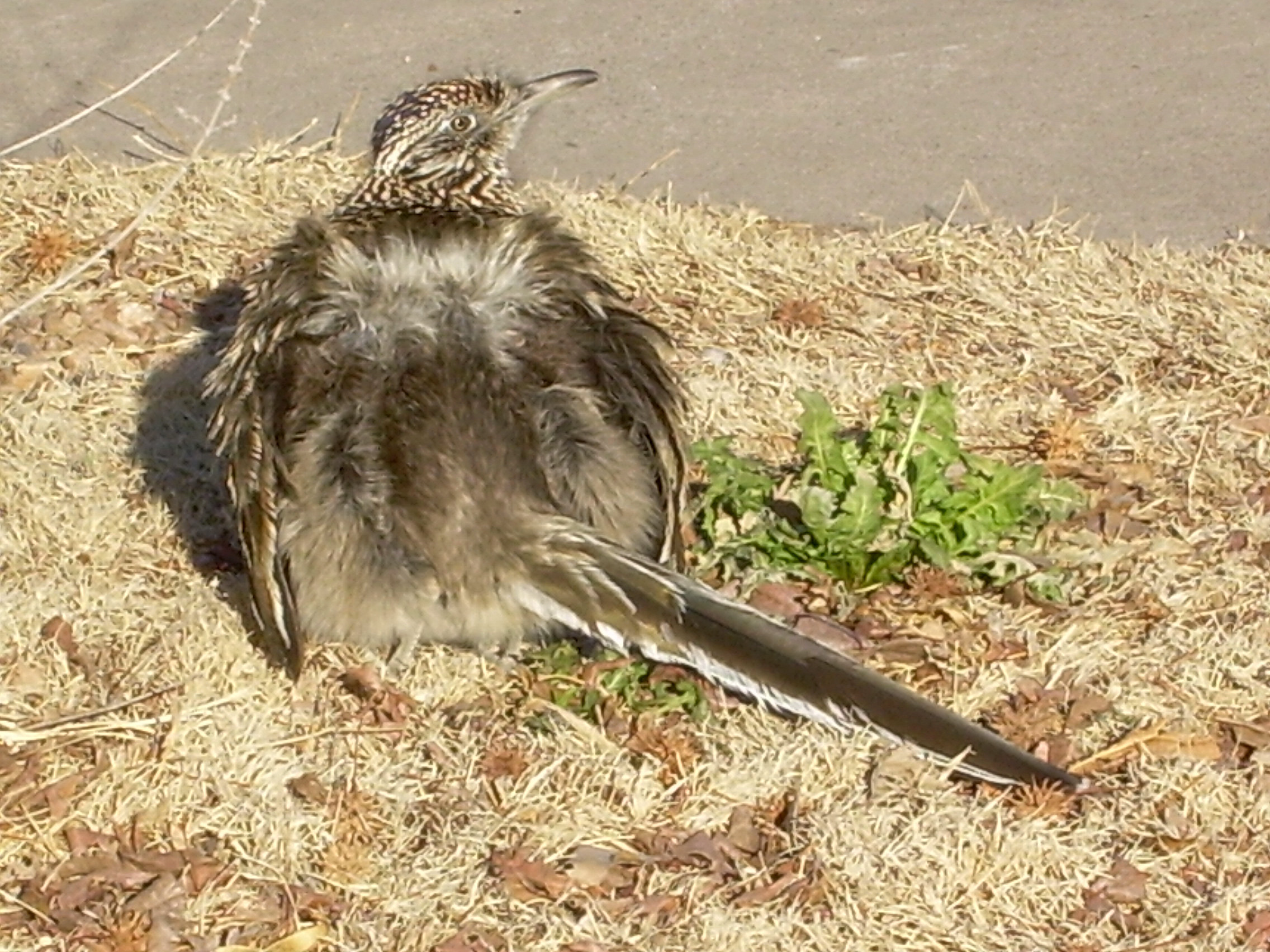
Un correcamins gros prenent el sol.

A causa de la naturalesa diürna i l'hàbitat àrid del correcamins gros, té diverses adaptacions biològiques i de comportament, conegudes com a termoregulació, per reduir la deshidratació i el sobreescalfament. Durant l'estació calorosa, està actiu principalment des de la sortida del sol fins a mig matí, i a la tarda fins al vespre. Descansa a l'ombra durant la part més calorosa del dia. L'aigua corporal la pot retenir mitjançant la reabsorció de líquids, per les membranes mucoses de la cloaca, el recte i el cec. Les glàndules nasals del correcamins eliminen l'excés de sals corporals.
El correcamins gros redueix l'excés de calor mitjançant la formació de vapor d'aigua, alliberat per la respiració o a través de la pell. De vegades, pateix molta calor per accelerar aquesta acció. A la nit, redueix la despesa energètica en més d'un 30 %, reduint la temperatura corporal de 40 a 34 °C. Al matí, accelera la recuperació de calor prenent el sol. A l'hivern, es refugia en una vegetació densa o entre les roques per protegir-se dels vents freds.
El correcamins pren el sol sovint per escalfar-se. Gira perpendicular al terra amb l'esquena girada cap al sol. Amb les ales separades, arrufa les plomes negres de l'esquena i el cap, deixant al descobert la pell negra, cosa que permet que tant la pell com les plomes absorbeixin la calor dels raigs del sol. A primera hora del matí, pot romandre en aquesta postura durant dues o tres hores. A l'hivern, quan les temperatures ronden els 20 °C, pot escalfar-se al sol diverses vegades durant el dia durant més de mitja hora.

### Locomoció

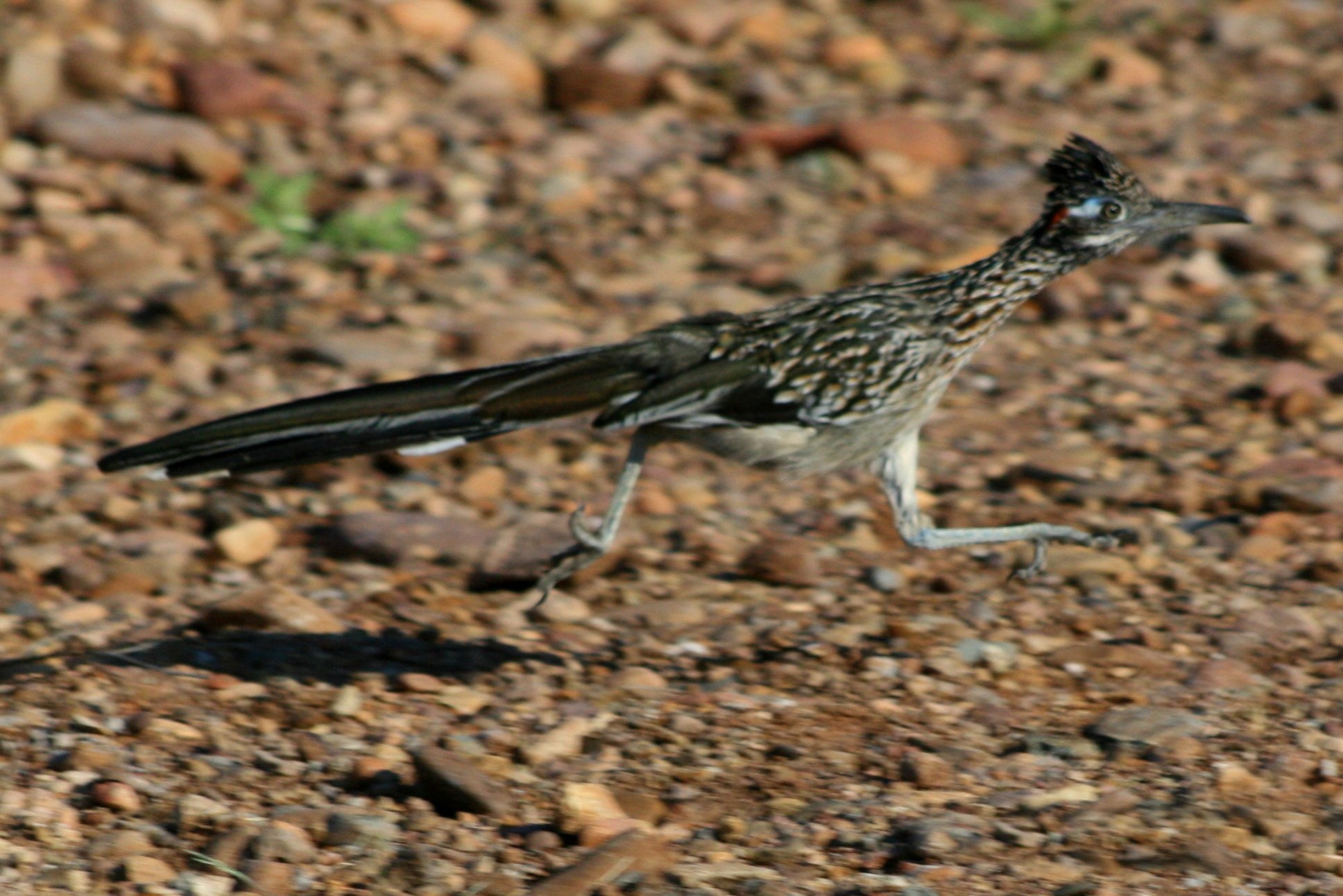
Correcamins gros a la carrera.

El correcamins gros pot mantenir una velocitat de 29 a 32 km/h durant llargues distàncies. Mentre corre, col·loca el cap i la cua paral·lels al terra i utilitza la cua com a timó per ajudar-lo a canviar de direcció. Prefereix córrer en zones obertes, com ara carreteres, camins compactats i lleres de rius secs, en lloc de vegetació densa.

## Relació amb els humans
Algunes tribus natives americanes Pueblo, incloent-hi els Hopi, creien que el correcamins proporcionava protecció contra els mals esperits. A Mèxic, alguns deien que portava nadons, com es deia que la cigonya blanca (Ciconia ciconia) a Europa. Alguns habitants de la frontera anglosaxona creien que els correcamins guiaven les persones perdudes pels camins.
Wile E. Coyote i el Correcamins són els dos personatges principals i protagonistes d'una llarga sèrie animada de Warner Bros (des del 1949).
El correcamins gros és l'ocell estatal de Nou Mèxic i, com a tal, va aparèixer en un full de segells dels Estats Units de 20 centaus del 1982 que mostrava 50 ocells i flors estatals.
També és la mascota de nombroses escoles secundàries i universitats dels Estats Units, incloent-hi la Universitat Estatal de Califòrnia, Bakersfield i la Universitat de Texas a San Antonio. La mascota del College of DuPage pren el nom alternatiu de l'ocell, Chapparal, inspirat pels estudiants que condueixen entre diverses ubicacions d'aules temporals abans que el campus principal estigués completament construït. El correcamins també és la mascota dels Tucson Roadrunners, un equip professional d'hoquei de Tucson, Arizona.

## Taxonomia i sistemàtica
S'ha trobat fòssils de correcamins grossos que daten de l'Holocè i el Plistocè a Califòrnia, Arizona, Nou Mèxic i Texas, als Estats Units, i a l'estat mexicà de Nuevo León. El fòssil més antic conegut prové d'una cova de Nou Mèxic, estimada en una edat de 33.500 anys. Als pous de tar de La Brea, s'ha trobat fragments de 25 fòssils de correcamins grossos. També es coneixen diversos altres fòssils dels comtats de Santa Bàrbara i Kern, així com del nord de Mèxic.
Les restes prehistòriques indiquen que fins fa vuit mil anys, el correcamins gros es trobava en boscos dispersos en lloc de deserts matollars; només més tard es va adaptar a ambients àrids. A causa d'això, juntament amb la transformació humana del paisatge, recentment ha començat a desplaçar-se cap al nord-est de la distribució normal. Es pot trobar boscos dispersos en aquestes parts, en un entorn similar al prehistòric del sud-oest nord-americà.

### Etimologia
El nom científic significa "cucut de terra californià". Juntament amb el correcamins menut (Geococcyx velox) , és una de les dues espècies del gènere Geococcyx. Aquest correcamins també es coneix com a gall chaparral, cucut terrestre i mata-serps.